# Cuatro de Diciembre
Cuatro de Diciembre är en ort i Mexiko.   Den ligger i kommunen Gómez Palacio och delstaten Durango, i den centrala delen av landet, 800 km nordväst om huvudstaden Mexico City. Cuatro de Diciembre ligger 1 125 meter över havet och antalet invånare är 258.
Terrängen runt Cuatro de Diciembre är platt österut, men västerut är den kuperad. Terrängen runt Cuatro de Diciembre sluttar österut. Runt Cuatro de Diciembre är det tätbefolkat, med 308 invånare per kvadratkilometer. Närmaste större samhälle är Gómez Palacio, 18,7 km sydost om Cuatro de Diciembre. Omgivningarna runt Cuatro de Diciembre är i huvudsak ett öppet busklandskap.